# Charb
Charb, właśc. Stéphane Charbonnier (ur. 21 sierpnia 1967 w Conflans-Sainte-Honorine, zm. 7 stycznia 2015 w Paryżu) – francuski rysownik i dziennikarz satyryczny.
Pracował dla tygodnika satyrycznego „Charlie Hebdo” od 1992 roku. Jego rysunki pojawiały się w przeróżnych gazetach, wydał także wiele komiksów. W 2009 roku, po odejściu Filipa Vala, został dyrektorem wydawniczym „Charlie Hebdo”. Zginął w ataku terrorystycznym na redakcję tygodnika.

## Życiorys

### Młodość i wykształcenie
Urodził się w Conflans-Sainte-Honorine. Jego ojciec jest pocztowcem, a matka sekretarką. Już będąc dzieckiem, publikował własne rysunki w szkolnej gazetce swojego gimnazjum Louvrais w Pontoise. W 1987 zdał maturę w liceum Camille Pissarro. Zaliczył staż w lokalnej „La Gazette du Val-d’Oise” i rozpoczął współpracę z lokalnym miesięcznikiem „Les Nouvelles du Val-d’Oise”. Rozpoczął też naukę w dwuletniej szkole reklamy, ale porzucił ją, by całkowicie poświęcić się rysowaniu. Ilustrował też fanzin „Canicule” oraz dorabiał chwytając się innych prac.

### Kariera rysownika

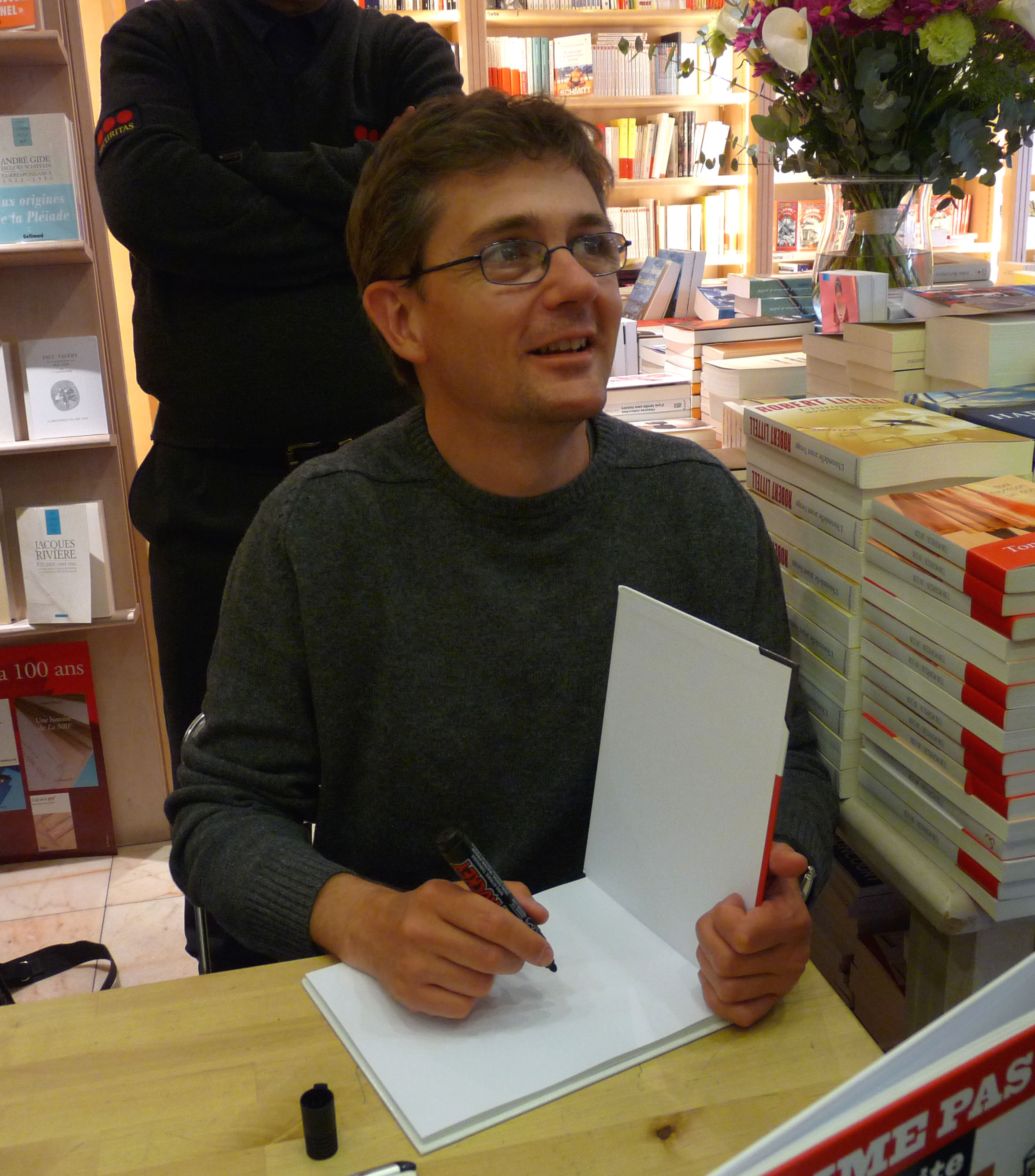
Charb w Strasburgu (2009)

W 1991 roku rozpoczął współpracę z tygodnikiem satyrycznym „La Grosse Bertha”, założonym przez Jeana Cyrille’a Godefroy w czasach wojny w Zatoce. W następnym roku odszedł wraz z Valem i Cabu, by założyć „Charlie Hebdo”. Stworzył tam własną rubrykę zatytułowaną Charb nie lubi ludzi. Rysunki Charba publikowało również wiele innych gazet, między innymi „L’Écho des savanes”, „Télérama”, „Mon Quotidien” i „L’Humanité”. Prowadził rubrykę Fatwa ajatollaha Charba w miesięczniku „Fluide glacial”. Od 2007 roku został rysownikiem karykatur do programu Przeszkadzasz wszystkim spać (fr. T’empêches tout le monde de dormir) Marca Oliviera Fogiela w telewizji M6, aż do zakończenia emisji w czerwcu 2008 roku. Charb był również jednym z karykaturzystów zaproszonych do wykonania humorystycznych ilustracji edycji Le Petit Larousse z 2011 roku, wydanej w 2010.
Wydał wiele albumów przedstawiających jego bohaterów: Marcela Keufa oraz Maurice’a i Patapona.

### Dyrektor wydawniczy „Charlie Hebdo”
W 2009 roku Charb został dyrektorem wydawniczym „Charlie Hebdo”, na miejsce Philippe’a Vala. Utrzymywał cotygodniowy cykl edycji. Żył pod ochroną policji. Kiedy w 2012 roku, po publikacji karykatury Mahometa, otrzymał śmiertelne pogróżki, zadeklarował: „To na pewno zabrzmi trochę pompatycznie, ale wolę umrzeć stojąc, niż żyć na kolanach”. W 2013 roku internetowa gazeta „Inspire”, publikowana przez Al-Ka’idę Półwyspu Arabskiego, zamieściła jego nazwisko na liście osób poszukiwanych za „zbrodnie przeciwko islamowi”. Charb jest jedną z ofiar zamachu na siedzibę „Charlie Hebdo”.

## Styl
Jego rysunki charakteryzują się zjadliwą, czasami odbieraną jako niesmaczna, satyrą.

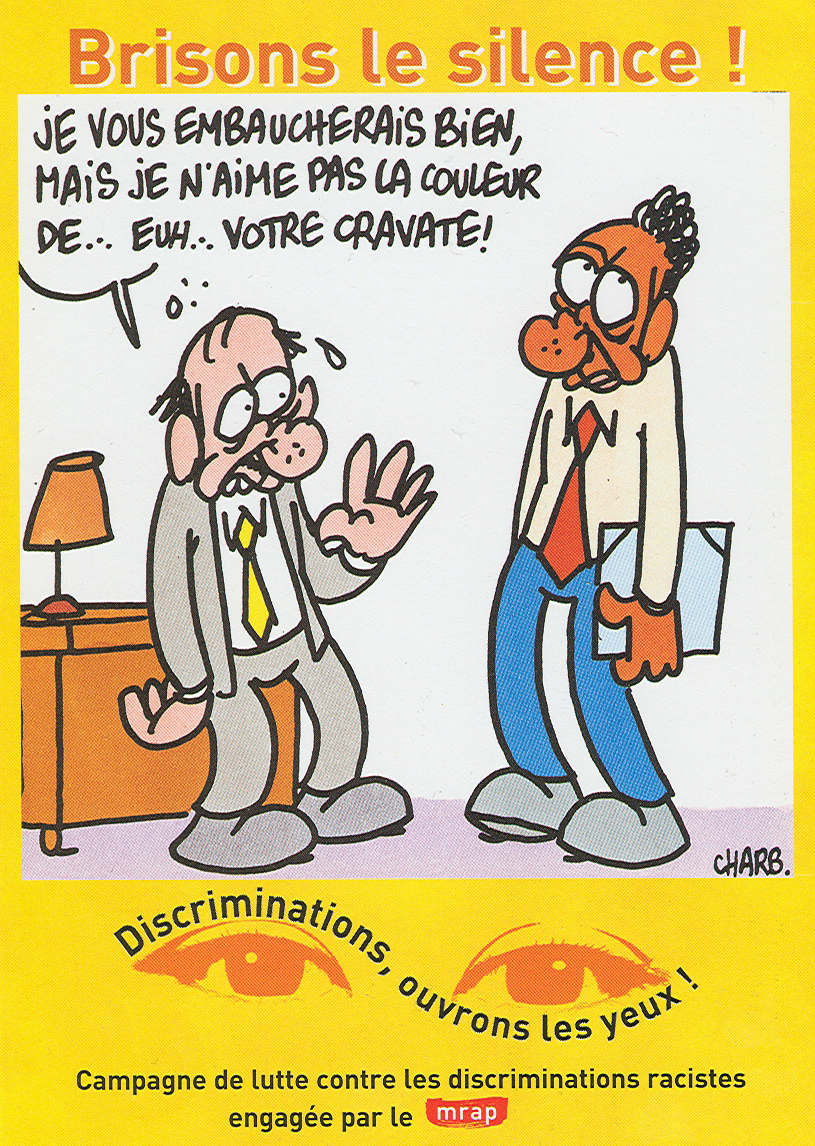
Zatrudniłbym pana, ale nie podoba mi się kolor... yyy... pańskiego krawata.
Plakat wykonany dla MRAP (2000)